# Deuses de Dois Mundos
Deuses de Dois Mundos é uma série ficcional escrita por P. J. Pereira, lançada pela Editora da Boa Prosa. Inspirada na mitologia Iorubá, a história desenrola-se entre a África ancestral e a vida na Terra, apresentando, simultaneamente, a trajetória dos orixás no Orum e da personagem Newton Fernandes, um jornalista que vive em São Paulo. A trilogia é composta por: O Livro do Silêncio (2013); O Livro da Traição (2014) e O Livro da Morte (2015).

### Livro do Silêncio
O livro apresenta a história de Newton Fernandes, um jornalista que está se comunicando e contando sobre sua vida com um correspondente chamado Laroiê, e também a trajetória de Orunmilá, no momento em que seus instrumentos de adivinhação, os búzios, se calam. Através de Exu, Orunmilá recebe a mensagem de Oxalá de que os Odus foram sequestrados, ele então reúne um grupo de guerreiros para tentar recuperar seu poder.

### Livro da Traição
No segundo livro Orunmilá e seu grupo formado por Exu, Oxum, Iansã, Xangô, Ogum e Oxóssi continuam sua trajetória em busca dos príncipes Odus. Enquanto isso, pessoas na terra foram escolhidas para substituir os Odus. O personagem Newton Fernandes é um dos escolhidos para ajudar nessa missão, em meio a tudo isso ele reencontra Pilar, uma líder de um culto religioso.

### Livro da Morte
O último livro começa pelo fim, trazendo uma concepção Iorubá de que o tempo é cíclico. Há uma passagem de tempo de 10 anos após os eventos narrados nos livros anteriores. O livro também traz o desfecho dos personagens.